# Kafar (raper)
Kafar, właściwie Paweł Marcin Grabeus (ur. 9 kwietnia 1983 w Warszawie) – polski raper. Paweł Grabeus znany jest przede wszystkim z wieloletnich występów w zespole Dixon37, którego był współzałożycielem. Do 2013 roku wraz z zespołem nagrał dwa albumy studyjne Lot na całe życie (2008) i O.Z.N.Z. (Od zawsze na zawsze) (2013). Jest także członkiem kolektywów Ciemna Strefa, Załoga i Zjednoczony Ursynów.
Na początku 2014 roku raper podpisał kontrakt z wytwórnią muzyczną Step Records. 28 października tego samego roku ukazał się debiutancki album solowy rapera zatytułowany Panaceum. Nagrania dotarły do 16. miejsca polskiej listy przebojów (OLiS).

## Dyskografia
Albumy
| Rok  | Album | Pozycja na liście | Sprzedaż       | Certyfikat          |
| Rok  | Album | POL               | Sprzedaż       | Certyfikat          |
| ---- | --- | ----------------- | -------------- | ------------------- |
| 2014 | Panaceum - Data: 28 października 2014 - Wydawca: Step Records - Format: CD, digital download             | 17                | - POL: 15 000+ | - ZPAV: złota płyta |
| 2017 | Panaceum 2: Trzeba żyć - Data: 16 listopada 2017 - Wydawca: District Area - Format: CD, digital download | 7                 |                |                     |
| 2019 | BSNT (oraz Rest) - Data: 31 maja 2019 - Wydawca: Step Records                                            | 1                 | - POL: 15 000+ | - ZPAV: złota płyta |
| 2020 | Panaceum 3: Czarno na białym - Data: 6 marca 2020 - Wydawca: Step Records - Format: CD, digital download | 3                 |                |                     |
| 2021 | 23 minuty po północy - Data: 12 marca 2021 - Wydawca: Step Records - Format: CD, digital download        | 3                 |                |                     |
| 2022 | Na otwartym sercu - Data: 29 kwietnia 2022 - Wydawca: Step Records - Format: CD, digital download        | 6                 |                |                     |
| 2022 | Priorytet (oraz TPS) - Data: 9 grudnia 2022 - Wydawca: TIW Music - Format: CD, digital download          | 18                |                |                     |

Single
| Rok  | Tytuł | Certyfikat          | Album                        |
| ---- | --- | ------------------- | ---------------------------- |
| 2017 | „Trzeba żyć” (gościnnie: Jano PW, Małach, Rufuz) | - ZPAV: złota płyta | Panaceum 2: Trzeba żyć       |
| 2019 | „Słowa co pomogą ci iść dalej” oraz Rest (gościnnie: Małach, Rufuz) | - ZPAV: złota płyta | BSNT                         |
| 2019 | „Style” oraz Rest (gościnnie: Frosti Rege, Dedis, Kacper HTA, Kaczor BRS, Michrus, Z.B.U.K.U, Ero, Wigor, Łyskacz, Peper, BRZ, Nizioł, KPSN, Śliwa, Siuwax, Ostry BZM, Hukos, Jongmen) | - ZPAV: złota płyta | BSNT                         |
| 2020 | „Jest później niż ci się wydaje” (gościnnie: Gibbs) | - ZPAV: złota płyta | Panaceum 3: Czarno na białym |
| 2020 | „Step Armia” (oraz: Dedis, Epis DYM KNF, Intruz, Vin Vinci, Dawid Obserwator, Bezczel, Śliwa, Rufuz)                                                                                   | - ZPAV: złota płyta | Prima Sort                   |

Kompilacje różnych wykonawców
| Rok  | Utwór                                          | Album                       | Źródło |
| ---- | ---------------------------------------------- | --------------------------- | ------ |
| 2015 | „Wszystko dla ludzi” – HDS, Kafar, Brahu       | Drużyna mistrzów 3          | [ 30 ] |
| 2015 | „Wpierdol” – Kafar, Juras, Lukasyno            | Prosto Mixtape IV           | [ 31 ] |
| 2016 | „Nieważne gdzie” – Nizioł, Kafar, Żaba, Kamila | Rap najlepszej marki vol. 2 | [ 32 ] |

Występy gościnne
| Rok  | Utwór | Album                                               | Źródło |
| ---- | --- | --------------------------------------------------- | ------ |
| 2005 | „Rap z boiska” (gościnnie: Kafar) | W pogoni za lepszej jakości życiem – Małolat, Ajron | [ 33 ] |
| 2008 | „Wymierzamy sprawiedliwość” (gościnnie: Craig G, Kafar, Diox, Koszykarz 23, Rufuz, Joker) | CityZen – Projekt ZEN                               | [ 34 ] |
| 2009 | „Żyję spokojnie” (gościnnie: Kafar) | Nowy porządek świata – Dezinte, Capish              | [ 35 ] |
| 2009 | „Dzielnica z tradycją” (gościnnie: Bułgar, Pepper, Młody Łyskacz, Kulfon, Kafar, Siuwax) | Poste restante – Fundacja nr 1                      | [ 36 ] |
| 2009 | „Wyrok ulicy” (gościnnie: Kafar, Żary, Firma, Rest) | Droga – Hemp Gru                                    | [ 37 ] |
| 2010 | „Nie zrozumiesz” (gościnnie: Kafar, Kulfon, Jano TCH) | Strzał w banię – Kamorra                            | [ 38 ] |
| 2010 | „Powiedz czy warto?” (gościnnie: Kafar) | Wspólnie i w porozumieniu – Hipotonia WIWP          | [ 39 ] |
| 2010 | „Tyle dni” (gościnnie: Kafar, Rest, Kulfon) | Naznaczony – HDS                                    | [ 40 ] |
| 2010 | „Marzenia” (gościnnie: Spajder, Narczyk, Kafar) | Słowo dla ludzi cz.1 – DDK RPK                      | [ 41 ] |
| 2011 | „Życie zmienia” (gościnnie: Kafar) | Słowo dla ludzi cz.2: codzienność – DDK RPK         | [ 42 ] |
| 2012 | „Kilka słów o mnie” (gościnnie: Official Vandal, Warunia, Kafar, Dudek P56, Narczyk) | Relacja 2012 – Małach, Rufuz                        | [ 43 ] |
| 2012 | „Dumny z tego” (gościnnie: Kafar, DJ Raz Dwa) | Drogowskazy życia – HZOP                            | [ 44 ] |
| 2012 | „Wiem kto jest kim” (gościnnie: MDM, Kafar) | Artysta kombinator – Bonus RPK                      | [ 45 ] |
| 2014 | „Hardcorowy Przekaz” (gościnnie: Kafar, Paluch) | Muzyka bloków – HDS                                 | [ 46 ] |
| 2014 | „Robimy to stale 2014” (gościnnie: Kafar) „Brutalna rzeczywistość 2010” (gościnnie: Kafar) „Od początku do końca 2005” (gościnnie: Kafar, Wigor) „Rzuć okiem na rap 2005” (gościnnie: Kafar) | Archiwum – TZWM                                     | [ 47 ] |
| 2014 | „Lepsza statystyka” (gościnnie: HDS, Kryptonim, Kafar) | Polsko-warszawski – Karat                           | [ 48 ] |
| 2015 | „Skąd to wszystko?” (gościnnie: Rest, Michrus, Kafar) | Tempo Mixtape – Małach                              | [ 49 ] |

## Teledyski
| Rok  | Tytuł                                           | Reżyseria / Realizacja | Album    | Źródło |
| ---- | ----------------------------------------------- | ---------------------- | -------- | ------ |
| 2014 | „Najstarsza choroba ludzkości”                  | 9Liter Filmy           | Panaceum | [ 50 ] |
| 2014 | „Był sobie hip-hop”                             | M.L. Filmz             | Panaceum | [ 51 ] |
| 2014 | „Rana, która się nie goi” (gościnnie: O.S.T.R.) | DobreKino Studio       | Panaceum | [ 52 ] |
| 2014 | „Panaceum”                                      | M.L. Filmz             | Panaceum | [ 53 ] |
| 2014 | „Strzał życia” (gościnnie: Bonus RPK)           | Press Play Film        | Panaceum | [ 54 ] |
| 2015 | „Korpokurwy” (gościnnie: Bezczel)               | M.L. Filmz             | Panaceum | [ 55 ] |